# Кіпр
Кіпр (i[ˈsaɪprəs]; грец. Κύπρος; тур. Kıbrıs), офіційна назва — Кі́прська Респу́бліка — острівна держава на сході Середземного моря. Кіпр є третім за величиною та кількістю населення островом Середземномор'я, розташованим за 113 кілометрів на південь від Туреччини і приблизно за 120 кілометрів на захід від узбережжя Сирії та Лівану, на північ від Ізраїлю, Палестинського регіону Сектора Гази та Єгипту, а також на південний схід від Греції.
Найдавніша відома людська діяльність на острові припадає приблизно на 10 тис. до н. е. Археологічні рештки цього періоду включають добре збережене неолітичне поселення Хирокитія, а сам Кіпр є домом одній з найстаріших водних свердловин світу. Кіпр був заселений мікенськими греками двома хвилями у ІІ тис. до н. е. Через його стратегічне розташування на Середньому Сході, згодом острів було окуповано кількома регіональними силами, включаючи імперії нео-ассирійців, стародавніх єгиптян та персів, від яких острів було захоплено у 333 році до н. е. Александром Македонським. Пізніше острів знаходився під правління птолемейського Єгипту, Римської та Візантійської імперії, арабських халіфатів протягом короткого періоду, французької династії Лузіньян та венеційців, після чого слідувало трьохсотлітнє османське правління між 1571 і 1878 роками (де-юре до 1914 року).
Кіпр було поміщено під управління Великої Британії на основі Кіпрської конвенції 1878 року, і офіційно анексовано Великою Британією у 1914 році. Оскільки турецькі кіпріоти становили 18 % населення, у 1950-х роках поділ Кіпру та створення турецької держави на півночі стали політикою лідерів місцевої турецької громади та самої Туреччини. Турецькі лідери протягом певного періоду виступали за анексію Кіпру до Туреччини, оскільки вважали острів «продовженням Анатолії»; у той час, як з XIX століття більшість населення кіпрських греків та їхня православна церква виступали за союз з Грецією, що стало національною політикою Греції у 1950-х роках. Внаслідок визвольної боротьби 1955—1959 років, Кіпр отримав незалежність у 1960 році.
Де-юре, територія республіки включає 98 % території острова Кіпр, включно з його територіальними водами, виключною економічною зоною та прилеглими островами Айос-Георгіос, Єронісос, Глукіотісса, Кіла, Кієдес, Корділія і Мазак. Решту 2 % займають британські військові бази Акротирі і Декелія, які знаходяться під контролем Великої Британії. Щоправда, де-факто, острів розділений на дві частини: 59 % контролюється владою Республіки Кіпр (в основному, населеною греками), друга частина — Турецькою Республікою Північного Кіпру (населена турками), яка займає близько 36 % території острова. ТРПК визнана лише Туреччиною, міжнародна спільнота вважає цю територію окупованою Туреччиною. Інші 4 % території острова є буферною зоною під контролем миротворчих сил ООН.
Острів є одним з найпопулярніших туристичних напрямків Середземномор'я. Маючи розвинену економіку з високим рівнем доходу та дуже високим рівнем людського розвитку, Республіка Кіпр є членом Співдружності націй з 1961 року, і була одним із членів-засновників Руху неприєднання, доки 1 травня 2004 року не приєдналась до Європейського Союзу. 1 січня 2008 року, республіка офіційно стала членом єврозони.

## Походження назви
Етимологія назви Кіпр невідома. Є такі припущення щодо походження цієї назви:
- назва походить від грецького слова «κυπάρισσος» (кипарис)
- назва походить від грецького слова «κύπρος» (хна)
- назва походить від етеокіпрського слова, що означає мідь

Вважається, що латинське слово «cuprum» (мідь) походить від назви острова, бо на ньому є багаті родовища міді. Тому латиною мідь називали «aes Cyprium» (метал Кіпру), що потім було скорочено до «cuprum».

## Географія

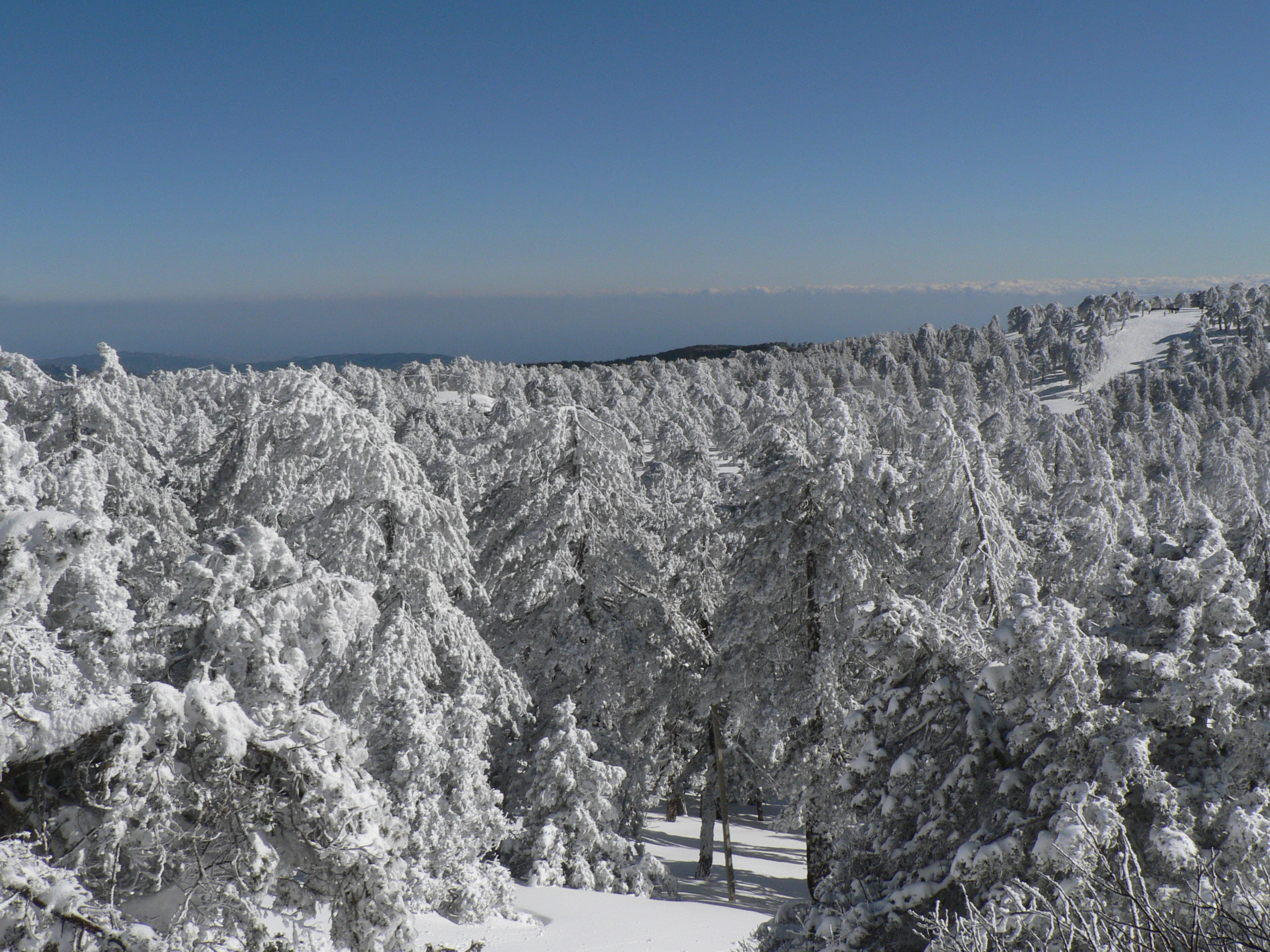
Засніжене гірське пасмо Троодос

Кіпр географічно розташований у Західній Азії (або на Близькому Сході), але політично і культурно він вважається частиною Європи. З давніх часів Кіпр завжди був одним з мостів між Європою і Азією, зі змінними періодами левантійського, анатолійського, турецького, грецького і британського впливу.
Площа острова — 9 251 км². Центральна рівнина Месаорія оточена горами Кіренія (Kyreniya/Girne) і Пентадактилос (Besparmak) на півночі, і гірським масивом Троодос на півдні і заході. Вздовж південного узбережжя також наявні значні рівнинні області.
Столиця Нікосія розташована у північно-східній частині острова. Решта головних міст розташована на узбережжі: Пафос на південному заході, Лімасол на півдні, Ларнака на південному сході, Фамагуста на сході і Кіренія у північній частині острова.

### Флора і фауна
Кіпр характеризується багатством флори й фауни, різноманітністю морського життя. Багато рослин, що ростуть на Кіпрі в природних умовах, мають медичні властивості, і в минулі часи використовувалися жителями сіл для приготування універсального домашнього зілля проти цілої низки загальних недуг. Наприклад, півонії, які використовувалися в середні віки як болезаспокійливе, удосталь ростуть у горах Троодос на висоті понад 1.000 метрів.
На Кіпрі ростуть 1.900 видів квітучих рослин, з них 140 не ростуть ніде, крім цього острова. Тільки на півострові Акамас росте 700 видів рослин, з яких 40 є екзотичними, тобто поширеними винятково у цій місцевості. З лютого до квітня біля підніжжя скелястих пагорбів і на соковито-зелених галявинах пробиваються рожеві цикламени. Рожевий олеандр поширений по всьому Кіпру і часто вирощується як декоративна рослина вздовж доріг і автомагістралей. З березня до квітня під Пафосом з'являються рожеві орхідеї (Orchis Italica) з хвилястим листям.
Кіпр є домом для різноманітних живих істот. Тут проживає 168 різновидів пернатих, 12 видів ссавців і 20 видів черепах. Разом з тим морські черепахи щорічно роблять свої гнізда на пляжі Лара півострова Акамас. Це і муфлон — гірський баран з товстими закрученими рогами, який мешкає в заповіднику в горах Троодос.

### Клімат
Клімат помірний, середземноморський, зі спекотним і сухим літом та дощовою (і помірно прохолодною) зимою. Сніг взимку випадає тільки в горах Троодос.
| Клімат Нікосії            | Клімат Нікосії | Клімат Нікосії | Клімат Нікосії | Клімат Нікосії | Клімат Нікосії | Клімат Нікосії | Клімат Нікосії | Клімат Нікосії | Клімат Нікосії | Клімат Нікосії | Клімат Нікосії | Клімат Нікосії | Клімат Нікосії |
| Показник                  | Січ.           | Лют.           | Бер.           | Квіт.          | Трав.          | Черв.          | Лип.           | Серп.          | Вер.           | Жовт.          | Лист.          | Груд.          | Рік            |
| Середній максимум, °C     | 15,3           | 15,9           | 18,6           | 24,3           | 29,5           | 33,9           | 36,9           | 36,7           | 33,6           | 28,3           | 21,8           | 17,1           | 26,0           |
| Середній мінімум, °C      | 5,2            | 5,0            | 6,4            | 10,1           | 14,5           | 18,8           | 21,8           | 21,6           | 18,5           | 15,0           | 10,2           | 6,8            | 12,8           |
| Норма опадів, мм          | 48             | 47             | 37             | 22             | 22             | 7              | 1              | 7              | 6              | 22             | 31             | 58             | 308            |
| ------------------------- | -------------- | -------------- | -------------- | -------------- | -------------- | -------------- | -------------- | -------------- | -------------- | -------------- | -------------- | -------------- | -------------- |
| Джерело: worldweather.org |                |                |                |                |                |                |                |                |                |                |                |                |                |

## Історія

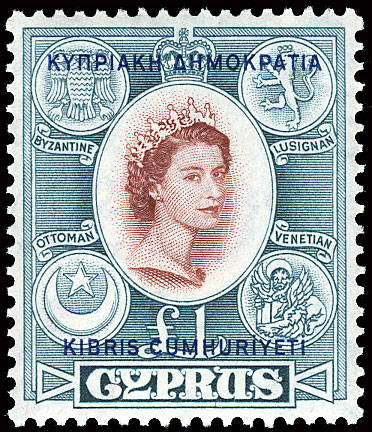
Марка Британського Кіпру з королевою Єлизаветою II, наддрукована грецькою та турецькою мовами, 1960 р.

16 серпня 1960 року острів, який входив до складу британських колоніальних володінь, здобув незалежність. Першим президентом став православний священик Макаріос III. Нікосія стала його столицею в цьому ж році. Юридичним оформленням надання незалежності стали нав'язані кіпріотам Цюрихсько-Лондонські угоди 1959 року (Zürich and London Agreement), які значно обмежували суверенітет республіки. За цими угодами Велика Британія, Грецьке королівство і Туреччина стали гарантами «незалежності, територіальної цілісності і безпеки» Кіпру, що дало цим країнам можливість втручання в його внутрішні справи («Договір про гарантії»). Крім того, Грецьке королівство і Туреччина набули право тримати на острові свої військові контингенти — відповідно 950 і 650 чоловік («Договір про союз»). Велика Британія зберегла на Кіпрі під своїм повним суверенітетом територію площею 1999 квадратних миль, на якій розташовані дві Суверенні військові бази — Акротирі і Декелія, а також забезпечила собі право використовувати інші «невеликі ділянки» та інфраструктуру у зв'язку з діяльністю баз і об'єктів. Крім цих баз, існує ще кілька інших військових об'єктів і споруд Великої Британії і США.
У 1963—1974 роках на острові постійно відбувалися військові зіткнення між збройними формуваннями грецької і турецької громад острова за участю національної гвардії республіки, а також контингентами відповідно Королівства Греція та Туреччини, що підтримували їх.

### Кіпрський конфлікт
У липні 1974 року кіпрськими антиурядовими силами за підтримки військової хунти «чорних полковників», що прийшла до влади в Афінах і проводила курс на «енозіс» (приєднання Кіпру до Греції), на острові здійснена спроба державного перевороту. Туреччина як країна-гарант використала це як привід для введення 20 липня 1974 року своїх військ на острів під приводом відновлення конституційного порядку і захисту турків-кіпріотів.
У результаті турецькі війська окупували близько 37 % території острова, що призвело до його фактичного розколу на дві відособлені частини, цей стан зберігається дотепер. Була дезорганізована економіка країни, повністю порушені зв'язки між громадами. Близько 160 тисяч греків-кіпріотів стали біженцями. У 1974—1975 роках відбувся «обмін» населенням: турки-кіпріоти практично повністю переселилися на окуповану турецькими військами частину Кіпру (нині ТРПК), а греки-кіпріоти — на південь острова (в цей час на контрольованій турко-кіпрською адміністрацією території проживає декілька сотень греків-кіпріотів). З 1975 року Генеральний секретар ООН здійснює покладену на нього Радою Безпеки місію «добрих послуг» в Кіпрі, що має на меті надання сприяння грецькій і турецькій громадам острова в інтересах договірного врегулювання кіпрської проблеми.

#### Турецька Республіка Північного Кіпру
13 лютого 1975 року керівництво турецької громади проголосило в односторонньому порядку в північній частині острова так звану «Турецьку федеративну державу Кіпр», «першим президентом» якої був обраний Рауф Денкташ. 15 листопада 1983 законодавча асамблея Турецької Федеративної Держави Кіпр проголосила в односторонньому порядку незалежну турецько-кіпрську державу, яка називається «Турецька республіка Північного Кіпру» (ТРПК), яка досі визнана тільки Туреччиною.
ТРПК відокремлена від решти частини Кіпру буферною зоною. Лінію, що розділяє острів на два сектори (так звана «Зелена лінія» — англ. Green Line), охороняє контингент Збройних сил ООН з підтримки миру на Кіпрі. Між грецькою і турецькою частиною не існує дипломатичних відносин, і турецька частина закрита для в'їзду з грецької сторони. З Туреччини на острів завезено 115 тисяч колоністів, 35-тисячний турецький військовий контингент підтримує нинішній статус-кво. З урахуванням того, що з нелегітимної республіки внаслідок економічних і соціальних негараздів емігрували 55 тисяч турко-кіпріотів, нині загальна чисельність солдатів і переселенців з Туреччини на півночі Кіпру вже перевищує кількість наявних там корінних жителів.
18 серпня 2023 року, вперше за багато років, групу миротворців ООН побили коли вони намагалися завадити несанкціонованим будівельним роботам з  прокладки дороги через буферну зону, яка розділяє Турецьку Республіку Північного Кіпру і Республіку Кіпр. Інцидент стався поблизу села Арсос у так званій Зеленій лінії, яку контролює ООН.

### Проблема об'єднання на початку 21 століття

Прапор, запропонований для Об'єднаної Кіпрської Республіки

Впродовж багатьох років велися переговори щодо об'єднання острова, але помітного успіху вони так і не принесли, і всі конкретні плани дій на практиці не виконувались. План ООН, оголошений 31 березня 2004 року, а також наступні переговори у Швейцарії, мали на меті проведення референдуму в обох частинах острова 24 квітня 2004 року. На референдумі запропонований «План Аннана» був підтриманий двома третинами турецьких кіпріотів, але був відкинутий значною більшістю грецьких кіпріотів з перевагою 3 до 1.
Внаслідок цього офіційно весь Кіпр увійшов до Європейського Союзу 1 травня 2004, але де-факто кордон ЄС пролягає вздовж «зеленої лінії», що розділяє грецьку і турецьку частини Кіпру. Наразі законодавство ЄС не застосовується у північній частині острова, яку контролюють турки і де розташована самопроголошена Турецька Республіка Північного Кіпру, яку визнала лише Туреччина. Всі пільги та переваги, яких Кіпр набув від вступу до ЄС, поширюються лише на його грецьку частину. Євросоюз продовжує розглядати Північний Кіпр як територію ЄС, що перебуває під іноземною військовою окупацією.
21 березня 2008 року в Нікосії відбулася зустріч президента Республіки Кіпр Дімітріса Христофіаса і голови самопроголошеної ТРПК Мехмета Алі Талата. Сторони домовилися про початок роботи спільних експертних комісій двох громад Кіпру з врегулювання на острові. На зустрічі прийнято рішення про розмінування та відкриття центральної вулиці Нікосії Ледра, яка з 1963 року поділяє її на грецьку і турецьку частини.
Восени 2008 року поновилися міжгромадські переговори з кіпрського врегулювання. 3 вересня 2008 відбулася перша зустріч у рамках прямих переговорів між двома громадами: греками-кіпріотами і турками-кіпріотами. Однак на переговорах не було досягнуто згоди з низки найважливіших питань. Головним каменем спотикання залишається вимога греків-кіпріотів, щоб відразу ж після об'єднання острова на всій його території було реалізовано законодавство ЄС.
18 квітня 2010 року було проведено президентські вибори у ТРПК. Перемогу здобув Дервіш Ероглу і заявив, що продовжить мирні переговори з греками-кіпріотами, розпочаті Талатом 2008 року. Проте він наполіг на незалежності турко-кіпрського державного утворення, яке робить неможливим створення федеративного Кіпру відповідно до резолюцій ООН. Водночас, напередодні виборів президент Кіпру Дімітріс Хрістофіас відкрито підтримав кандидатуру Талата і попередив, що у разі перемоги Ероглу не має наміру починати переговори заново
Рада Безпеки ООН 15 червня 2010 прийняла чотирнадцятьма голосами резолюцію 1930, яка подовжує мандат Збройних сил ООН на Кіпрі на чергові шість місяців — до 15 грудня 2010 року. Проти резолюції проголосувала Туреччина.

## Політичний поділ

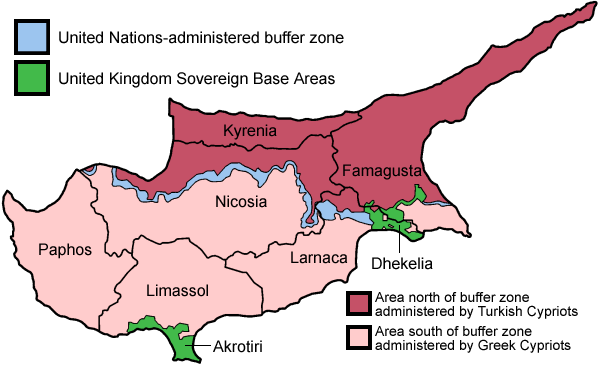
Політичний поділ Кіпру на регіони

Республіка Кіпр — міжнародно визнана державна структура на острові, яка контролює його південні дві третини. За винятком Туреччини, уряди всіх країн і ООН визнають юрисдикцію уряду Кіпру на всьому острові.
Столиця — місто Нікосія, поділена між південним та північним (турецьким) Кіпром.
Етнічний склад населення — греки-кіпріоти — 78 %, турки-кіпріоти — 18 %.
Мови: грецька і турецька (офіційні), англійська, кіпрсько-арабська мова та вірменська (регіональні).
Турецькі кіпріоти разом з Туреччиною не визнають влади Республіки на території всього острова і називають її «грецьким органом влади у Південному Кіпрі». Деяка частина території перебуває під контролем Великої Британії: після підписання домовленості про незалежність Кіпру Велика Британія залишила за собою дві області на півдні острова, неподалік Акротирі і Декелії, відомі також як Суверенні військові бази.

### Райони Кіпру

Райони Кіпру

Кіпр поділено на шість районів (грец. επαρχίες — єпархій), з центрами в однойменних містах:
- Фамагуста (грец. Αμμόχωστος; тур. Gazimağusa)
- Киренія (грец. Κερύvεια; тур. Girne)
- Ларнака (грец. Λάρνακα; тур. Larnaka)
- Лімасол (грец. Λεμεσός; тур. Limasol)
- Нікосія (грец. Λευκωσία; тур. Lefkoşa)
- Пафос (грец. Πάφος; тур. Baf)

Райони діляться на муніципалітети.

## Політика

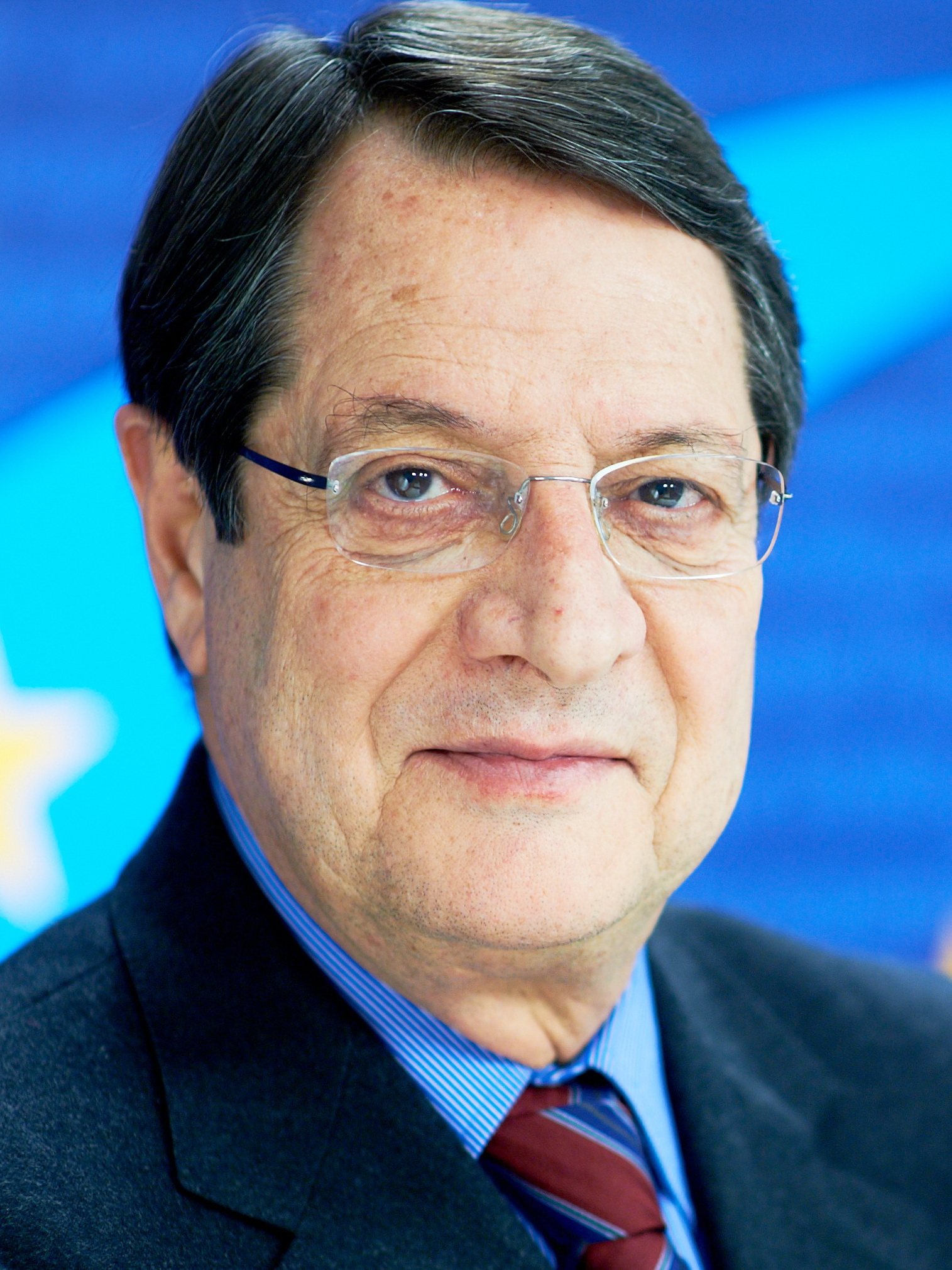
Президент Республіки Кіпру Нікос Анастасіадіс

1960 року Конституція Кіпру визначила президентську форму правління з незалежними виконавчою, законодавчою і судовою гілками влади разом зі складною системою стримувань і противаг, включаючи пропорційну систему захисту інтересів турків-кіпріотів. Наприклад, виконавчу владу очолює грек-кіпріот, водночас віце-президентом стає кіпріот-турок, їх обирають на п'ять років і кожен має право вето на певні законодавчі чи виконавчі рішення. Відтак Республіка Кіпр — президентська республіка. Чинний президент з 28 лютого 2013 року — Нікос Анастасіадіс.
Після здобуття незалежності Кіпр став одним із членів-засновників Руху Неприєднання, попри те, що три держави-гаранти Греція, Туреччина і Велика Британія є членами NATO. Кіпр вийшов з Руху Неприєднання 2004 року перед приєднанням до Євросоюзу.
Одержавши незалежність від Великої Британії, греки-кіпріоти тричі проводили референдум щодо приєднання до Греції. Всі три рази в пропорції дев'ять до одного виборці голосували за приєднання. Проте Греція щоразу відмовляла у возз'єднанні, посилаючись на умови договору про незалежність.

## Британські військові бази

Акротирі і Декелія

Відповідно до Цюрихсько-лондонських угод від 1960 року про надання незалежності Кіпру, Велика Британія зберегла на острові під своїм повним суверенітетом дві великі військові бази — Акротирі поблизу Лімасола і Декелія на схід від Ларнаки. Бази займають приблизно 254 км², або 3 % від території всього острова. Їхнє стратегічне значення визначається близькістю до Суецького каналу і Близького Сходу. Крім цього, Велика Британія тримає на Кіпрі потужні радіолокаційні станції, що здійснюють прослуховування всієї території Північної Африки і Близького Сходу.
Через Акротирі до 2021 року відбувалось перекидання всіх британських військовиків для участі в операціях в Афганістані. Під час подій в Лівії 2011 року на Акротирі діяв командний центр для координації міжнародної військової операції.
У травні 2011 року міністерство оборони Сполученого Королівства почало ревізію кіпрських баз з метою вирішення питання про їхнє можливе закриття в рамках масштабних скорочень військових витрат. У результаті було винесено вердикт про те, що Велика Британія має потребу в обох базах, про це оголосив 15 грудня 2011 міністр оборони Філіп Гаммонд: «Території баз під нашим суверенітетом розташовані в геополітично важливому регіоні, який є пріоритетним з точки зору довгострокових інтересів безпеки Сполученого Королівства».

## Економіка

### Банки
Острівна держава мала намір стягувати не більше 9,9 % від суми вкладу, однак тепер розмір податку може сягнути 20-40 %. Проте сплачувати його будуть не всі, як задумувалося. За рекомендацією міністрів фінансів єврозони, влада Кіпру вирішила не чіпати дрібних вкладників і збільшити навантаження на великих. До дрібних належать мешканці острова, а до великих — переважно іноземці, які використовують Кіпр як офшор і виводять сюди кошти зі своїх країн. Отже, відповідно до податкової новації, оподатковуються вклади сумою понад 100 тисяч євро. Про це, зокрема, заявляв міністр фінансів Кіпру Міхаліс Сарріс в інтерв'ю ВВС.
Вклади банківської системи становлять 800 % від розміру ВВП країни.
Кіпр вимушений виконувати вимоги європейської спільноти, яка вже надала острову стабілізаційний кредит у сумі 10 мільярдів євро. Кошти виділила «трійка» міжнародних кредиторів (Єврокомісія, Європейський центробанк та МВФ). Хоча острів'янам, аби звести кінці з кінцями, необхідно ще не менше як 7 мільярдів євро, з яких 6 мільярдів — на виплати за державним боргом, а 1 мільярд, аби погасити дефіцит бюджету.

### Український бізнес
За словами екс-заступника голови НБУ Олександра Савченка, на Кіпрі «зависло» не менше 12-13 мільярдів доларів українського походження. Його колеги називають і вдвічі більші суми. Досить сказати, що протягом 2010—2011 років наші банки перерахували на Кіпр астрономічну суму — 51,5 мільярда доларів. Це обсяг річного бюджету країни.
Український бізнес роками використовує Кіпр у своїх схемах податкової «оптимізації», під якою розуміє цілковите ухиляння від сплати податків. Усі українські олігархи є власниками компаній на Кіпрі, які володіють найбільшими підприємствами в Україні.

### Туризм
Індустрія туризму — одна з головних статей національного доходу. За неї несе відповідальність Кіпрська туристична організація (Cyprus Tourist Organization, CTO). У цьому секторі працює значна частина населення, а прибуток, принесений туризмом, є головним джерелом надходження іноземної валюти в бюджет республіки.
Найбільші курорти:
- Республіка Кіпр — Ларнака, Пафос, Лімасол, Айя-Напа, Протарас;
- Північний Кіпр — Фамагуста, Кіренія.

### «Золоті паспорти»
Кіпр має програму видачі громадянства на основі великих інвестицій в країну. Таку ж програму мають інші члени ЄС: Люксембург, Ірландія, Мальта, Угорщина, Бельгія і Нідерланди. З початку 2019 року Європейський парламент рекомендує країнам відмовитись від цієї практики як крок у боротьбі з відмиванням грошей.
У листопаді Кіпр почав позбавлення 26 осіб виданих таким чином паспортів після появи критичних публікацій про це в ЗМІ.

## Національні пам'ятки та краєвиди

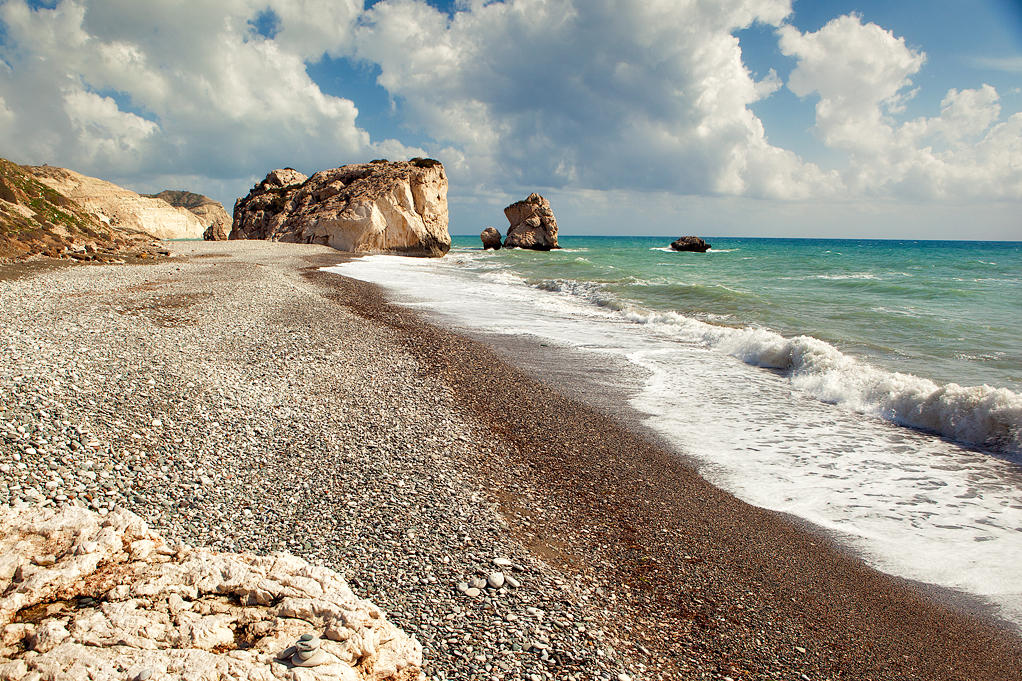
Пляж Петра-ту-Роміу
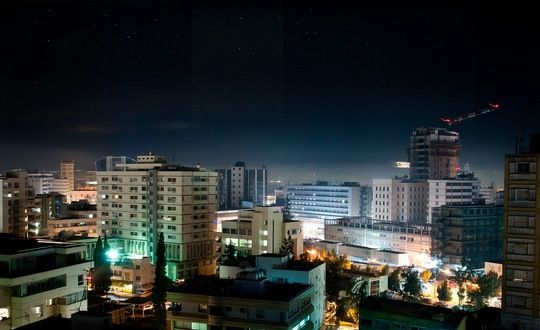
Нічна панорама Нікосії
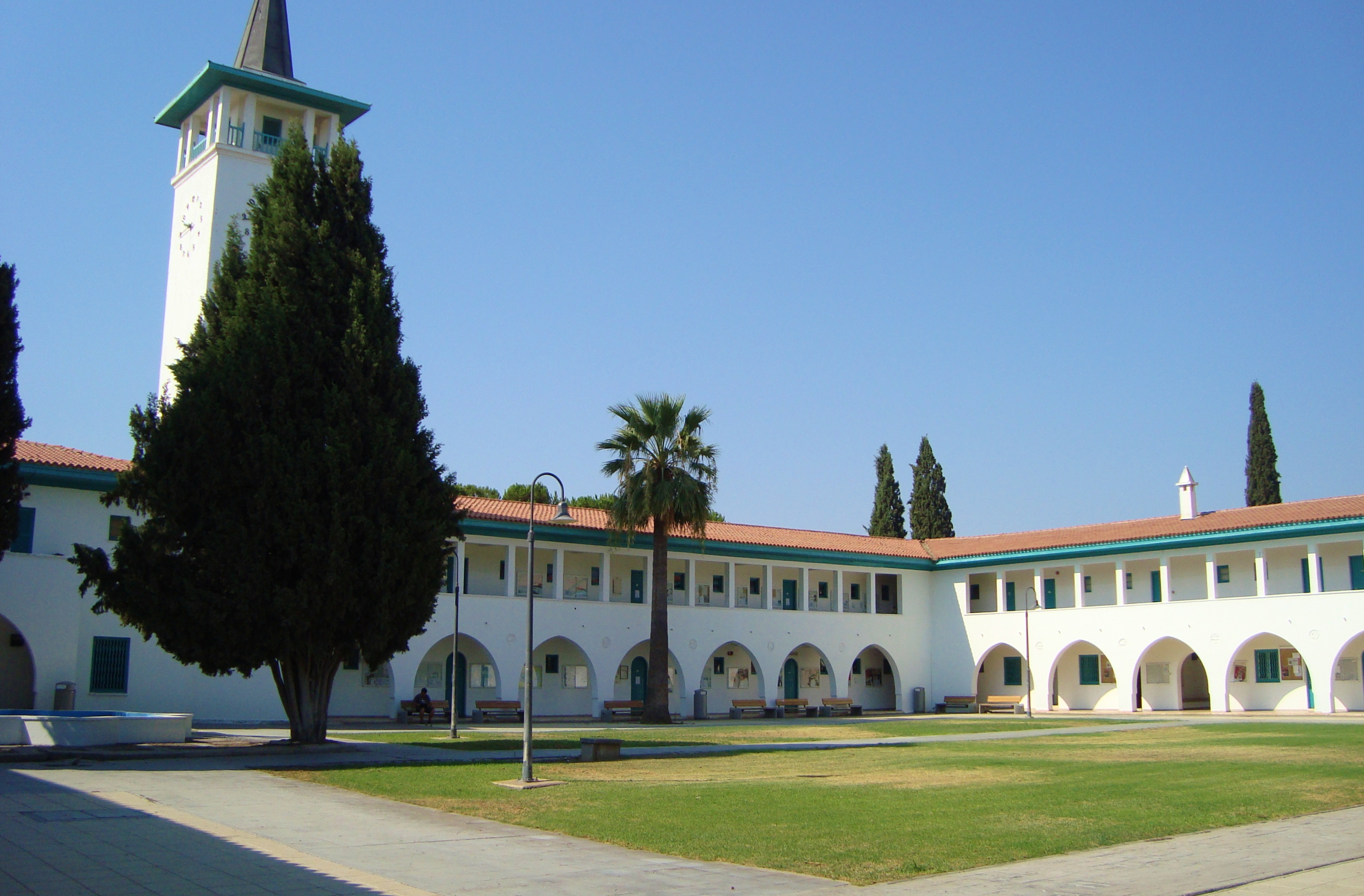
Університет Кіпру
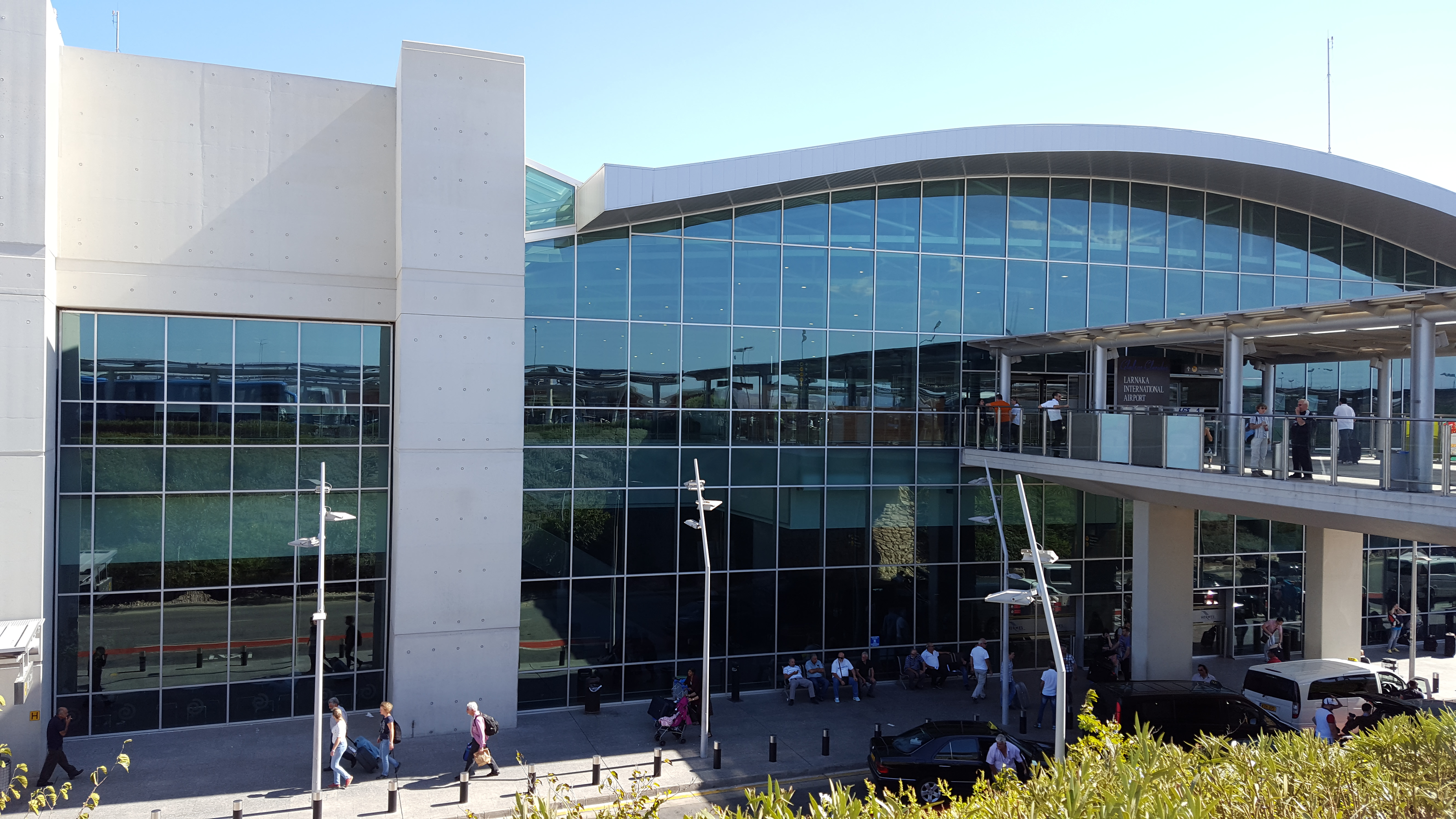
Міжнародний аеропорт Ларнака
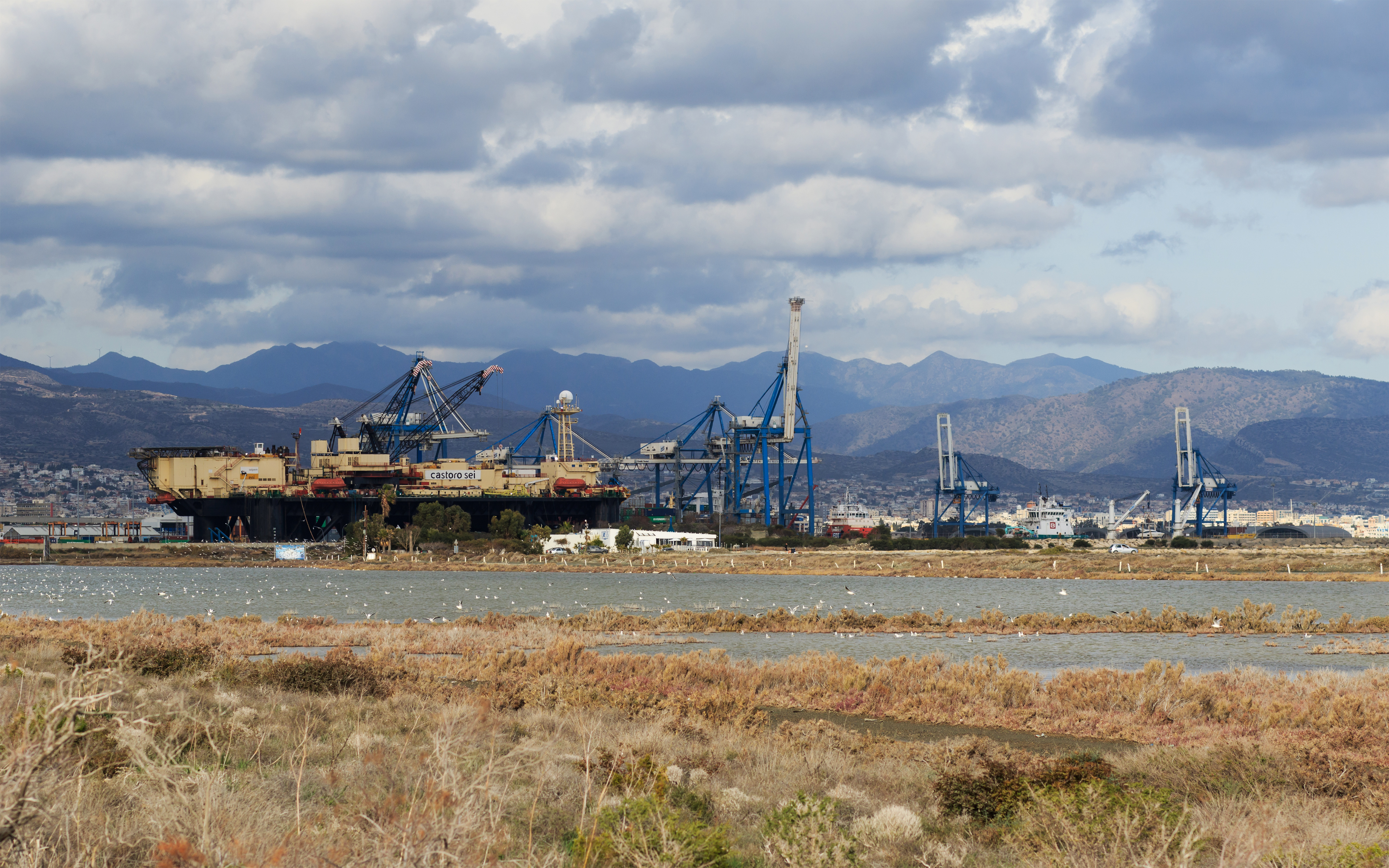
Порт в Лімасолі
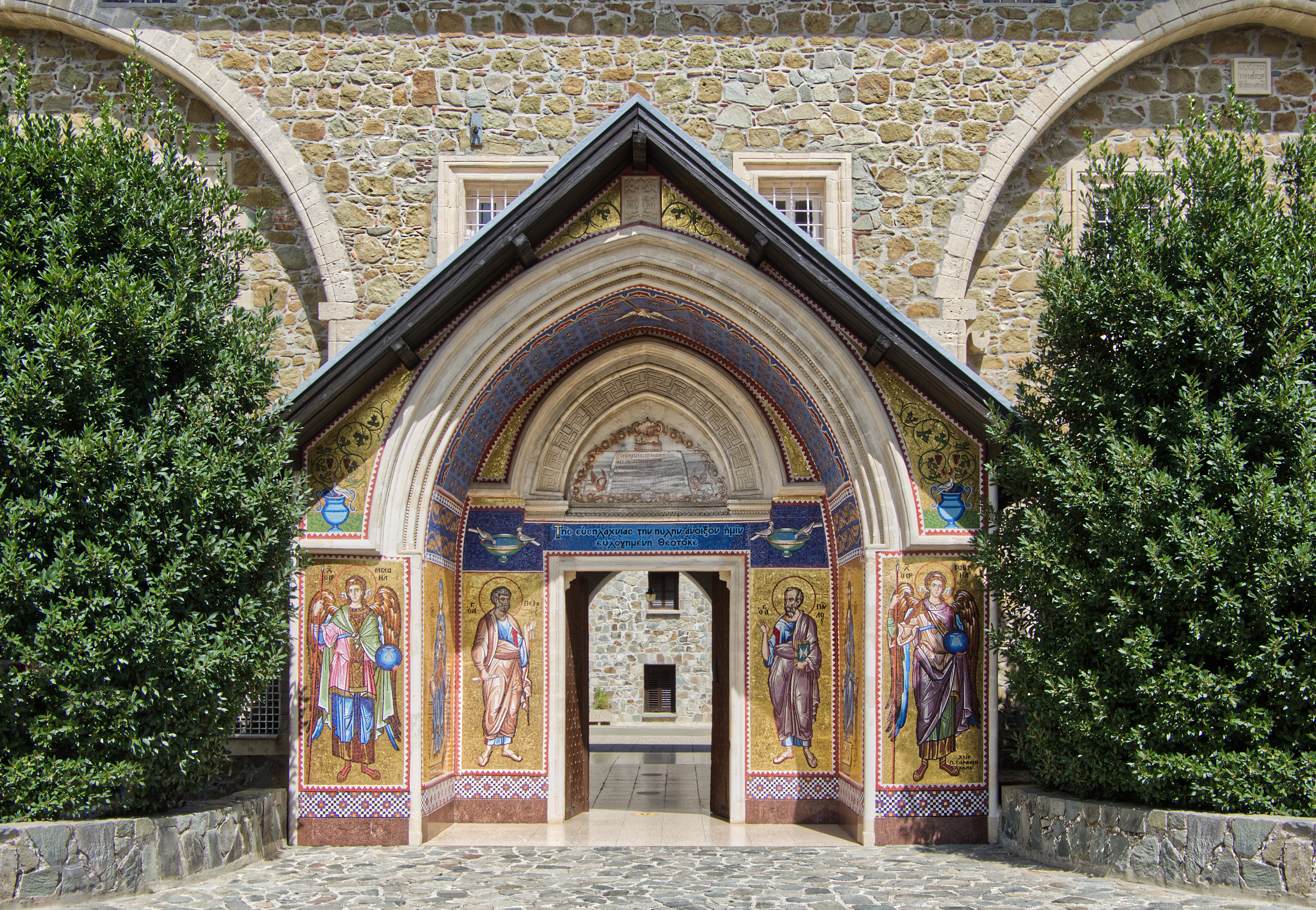
Монастир Кікос, Троодос